# François-Camille de Lorraine
Ne doit pas être confondu avec Camille de Lorraine.
François-Camille de Lorraine-Armagnac, dit le Chevalier de Lorraine, est né le 31 octobre 1726 et est mort le 21 août 1788 à Boulogne, sénéchal héréditaire de Bourgogne.

## Biographie
François Camille de Lorraine est le quatrième des six enfants de Louis de Lorraine, prince de Lambesc, comte de Brionne et de Braine, et de son épouse, Jeanne Henriette Marguerite de Durfort-Duras. 
Il est issu de la Maison de Guise, branche cadette et française de la Maison de Lorraine, dont la branche aînée comptait alors pour principal représentant l'empereur François 1er d'Autriche, père de la future Reine Marie-Antoinette.
Fils cadet de ses parents, il est ecclésiastique. Prêtre du diocèse de Paris, il est Grand prévôt du chapitre de la cathédrale de Strasbourg et, depuis 1751, abbé de l'abbaye sécularisée de Saint-Victor de Marseille quand il est nommé, le 23 mars 1760, abbé commendataire de l'importante abbaye de Jumièges.
Le principal souvenir qu'il laisse à l'abbaye de Jumièges est l'important sacrifice financier qu'il consentit notamment, en renonçant au remboursement par les moines du coût de la construction de leur dortoir .
Il ne vint jamais à Jumièges, se contentant de percevoir la mense abbatiale, soit quelque quatre-vingt mille livres annuelles pour la seule abbaye de Jumièges.
Son portrait, attribué à François-Hubert Drouais, visible au Musée national du château de Versailles , représente un personnage assez corpulent portant une tenue ecclésiastique : mozette bordée d'hermine et rabat, sur rochet en dentelle.